# Le Perréon
Le Perréon és un municipi francès situat al departament del Roine i a la regió d'Alvèrnia-Roine-Alps. L'any 2007 tenia 1.394 habitants.

## Demografia

### Població
El 2007 la població de fet de Le Perréon era de 1.394 persones. Hi havia 512 famílies de les quals 108 eren unipersonals (33 homes vivint sols i 75 dones vivint soles), 162 parelles sense fills, 225 parelles amb fills i 17 famílies monoparentals amb fills.
La població ha evolucionat segons el següent gràfic:
Habitants censats

### Habitatges
El 2007 hi havia 614 habitatges, 521 eren l'habitatge principal de la família, 48 eren segones residències i 44 estaven desocupats. 555 eren cases i 59 eren apartaments. Dels 521 habitatges principals, 378 estaven ocupats pels seus propietaris, 115 estaven llogats i ocupats pels llogaters i 28 estaven cedits a títol gratuït; 27 tenien dues cambres, 71 en tenien tres, 159 en tenien quatre i 264 en tenien cinc o més. 417 habitatges disposaven pel capbaix d'una plaça de pàrquing. A 226 habitatges hi havia un automòbil i a 251 n'hi havia dos o més.

### Piràmide de població
La piràmide de població per edats i sexe el 2009 era:
| Homes | Edats   | Dones |
| ----- | ------- | ----- |
| 0     | 95 o +  | 0     |
| 0     | 90 a 94 | 4     |
| 4     | 85 a 89 | 8     |
| 4     | 80 a 84 | 0     |
| 24    | 75 a 79 | 24    |
| 28    | 70 a 74 | 40    |
| 24    | 65 a 69 | 36    |
| 8     | 60 a 64 | 12    |
| 20    | 55 a 59 | 12    |
| 56    | 50 a 54 | 32    |
| 48    | 45 a 49 | 28    |
| 52    | 40 a 44 | 32    |
| 52    | 35 a 39 | 68    |
| 40    | 30 a 34 | 36    |
| 40    | 25 a 29 | 16    |
| 16    | 20 a 24 | 8     |
| 24    | 15 a 19 | 44    |
| 32    | 10 a 14 | 36    |
| 40    | 5 a 9   | 36    |
| 20    | 0 a 4   | 24    |

## Economia
El 2007 la població en edat de treballar era de 847 persones, 676 eren actives i 171 eren inactives. De les 676 persones actives 643 estaven ocupades (351 homes i 292 dones) i 34 estaven aturades (14 homes i 20 dones). De les 171 persones inactives 52 estaven jubilades, 58 estaven estudiant i 61 estaven classificades com a «altres inactius».

### Ingressos
El 2009 a Le Perréon hi havia 524 unitats fiscals que integraven 1.427,5 persones, la mediana anual d'ingressos fiscals per persona era de 17.501 €.

### Activitats econòmiques
Dels 60 establiments que hi havia el 2007, 2 eren d'empreses alimentàries, 1 d'una empresa de fabricació de material elèctric, 3 d'empreses de fabricació d'altres productes industrials, 18 d'empreses de construcció, 11 d'empreses de comerç i reparació d'automòbils, 4 d'empreses de transport, 4 d'empreses d'hostatgeria i restauració, 3 d'empreses immobiliàries, 3 d'empreses de serveis, 9 d'entitats de l'administració pública i 2 d'empreses classificades com a «altres activitats de serveis».
Dels 25 establiments de servei als particulars que hi havia el 2009, 1 era una oficina de correu, 1 taller de reparació d'automòbils i de material agrícola, 2 paletes, 3 guixaires pintors, 4 fusteries, 6 lampisteries, 2 electricistes, 2 perruqueries, 2 restaurants i 2 agències immobiliàries.
Dels 2 establiments comercials que hi havia el 2009, 1 era un supermercat i 1 una fleca.
L'any 2000 a Le Perréon hi havia 95 explotacions agrícoles que ocupaven un total de 483 hectàrees.

## Equipaments sanitaris i escolars
L'únic equipament sanitari que hi havia el 2009 era una farmàcia.
El 2009 hi havia 1 escola maternal i 1 escola elemental.

## Poblacions més properes
El següent diagrama mostra les poblacions més properes.